# الکساندروفکا (شهرستان مسکوفسکی)
الکساندروفکا (به لاتین: Aleksandrovka) یک منطقهٔ مسکونی در قرقیزستان است که در شهرستان مسکوفسکی، قرقیزستان واقع شده‌است. الکساندروفکا ۱۴٬۵۷۷ نفر جمعیت دارد.